# Убежище для престарелых воинов Русско-турецкой войны
Убежище для престарелых воинов Русско-турецкой войны (подворье Афонского Свято-Пантелеймонова монастыря) — здание в Москве по адресу улица 1-й Хвостов переулок, дом 3, строение 1. Объект культурного наследия регионального значения.

## История
В собственность монастыря святого Пантелеимона на Афоне владение перешло в начале XX века, здесь было размещено подворье монастыря. Предполагалось устроить здесь благотворительное учреждение — убежище для престарелых воинов русско-турецкой войны 1877—1878 годов. С этой целью архитектор Д. Д. Зверев выполнил проект трёхэтажного дома, который был реализован в 1912 году. Здание облицовано гладкой полированной плиткой тёмно-зелёного цвета («кабанчиком»). Проездная арка ведёт во двор, где располагался другой корпус подворья.
В честь 300-летия дома Романовых в 1913 году в подворье была устроена домовая церковь, поскольку возраст и состояние здоровья не давали многим жившим в убежище ветеранам посещать храмы вне подворья. Церковь была освящена во имя иконы Божией Матери «Скоропослушница». Под церковь выделили помещение в восточной части дома на третьем этаже (где располагаются три крайних слева окна), она была рассчитана на 350[уточнить] человек. Внутреннее убранство было достаточно простым, хотя иконостас включал четыре яруса. При выборе икон предпочтение отдавалось копиям почитаемых икон афонских монастырей и икон святых, считавшихся покровителями императорской династии.
После прихода советской власти подворье было упразднено, призреваемых расселили, а дом был национализирован. Церковь ликвидировали около 1923 года, её оформление и убранство не сохранилось. Дом стал жилым, затем здесь было устроено общежитие. В 1990-е годы в помещениях бывшего убежища располагались различные конторы. В 2000-х годах дом вернулся под управление Пантелеимонова монастыря, над входом на главном фасаде располагается киот с восстановленной мозаичной иконой Богородицы.